# 領鵂鶹
領鵂鶹，又名鵂鶹，俗稱小貓頭鷹，为鴟鴞科鵂鶹屬的鳥類，是一種屬於鴞形目的鴟鴞科鳥類。它的自然棲地是亞山地和山地森林，有開闊的空間，分佈於東洋區亞洲。主要分布於北緯35度以南的東亞與東南亞地區。 它是亞洲最小的鴞類，體長15 cm（5.9英寸），體重60 g（2.1 oz）。

## 分類
領鵂鶹最初在1836年由英國動物學家愛德華·伯頓描述為Noctua brodiei。 根據線粒體DNA序列的比較，它被移至鵂鶹屬（Glaucidium），證明它與叢林鴞（Glaucidium radiatum））和斑頭鵂鶹（Glaucidium cuculoides）.）關係密切。
目前承認兩個亞種:
- 指名亞種 T. b. brodiei （Burton, 1836） – 從喜馬拉雅山至中國南部，向南延伸至中南半島和馬來半島
- 臺灣亞種 T. b. pardalotus （Swinhoe, 1863） – 台灣

巽他鵂鶹 （Taenioptynx sylvaticus） 以前被視為領鵂鶹的亞種。根據2019年發表的一項聲音研究結果，它被提升為獨立的物種。

## 描述
领鸺鹠体重约59.4克，翼长约92.6毫米，嘴峰长约20.5毫米，喙宽度约6.7毫米，喙厚度约10.6毫米，跗蹠长约16.7毫米，尾长约50.4毫米。
領鵂鶹是亞洲最小的鴞類，體長在15至17厘米之間。 雌性通常比雄性大，體重約為63克，而雄性體重約為52克。
這種鳥的顏色為灰棕色（取決於年齡變異），背部和側翼有條紋，而頭部比背部有更多斑點。 它們有明顯的白色眉毛，鮮艷的檸檬黃色眼睛和白色的喉斑。 下巴、胸部中央和腹部大多是白色的。 淺色的領圈和在頸部兩側的兩個黑色斑點模仿眼斑，使鴞看起來像是在背後盯著你，這被稱為"枕面"。它的上胸部有灰棕色的淺斑紋胸帶，沒有耳簇。 在飛行時可以看到它的尾巴，比大多數小鴞都要長，並且有快速的翅膀拍動。

### 顏色變異
領鵂鶹會經歷各種年齡依賴的顏色變異。在台灣對領鵂鶹進行的標記再捕捉研究提供了這方面的證據。首次捕捉時，個體年齡為56天，顯示出雛鳥顏色變異階段；背部和頭頂的斑點和條紋較少，枕面尚未完全形成。第二次再捕捉時，該個體在孵化後165天，顯示出紅褐色變異；整體呈橙紅色，背部有條紋，頭上有斑點，枕面已經形成。第三次再捕捉時，該個體394天大，處於最終的灰色變異階段。

### 鳴聲
領鵂鶹的鳴聲非常獨特但辨識度高。雄鴞發出一種4音節的短語"wüp-wüwü-wüp"，每隔幾秒重複一次，有時結束時為不完整的"wüwü"。 它們的叫聲開始時柔和，隨著興奮度增加變得更尖銳，同時會將頭部向各個方向轉動，形成一種腹語效果，使人難以找到這隻鳥的位置。

## 分佈與棲地
領鵂鶹是其分佈範圍內的留鳥。  

### 分佈

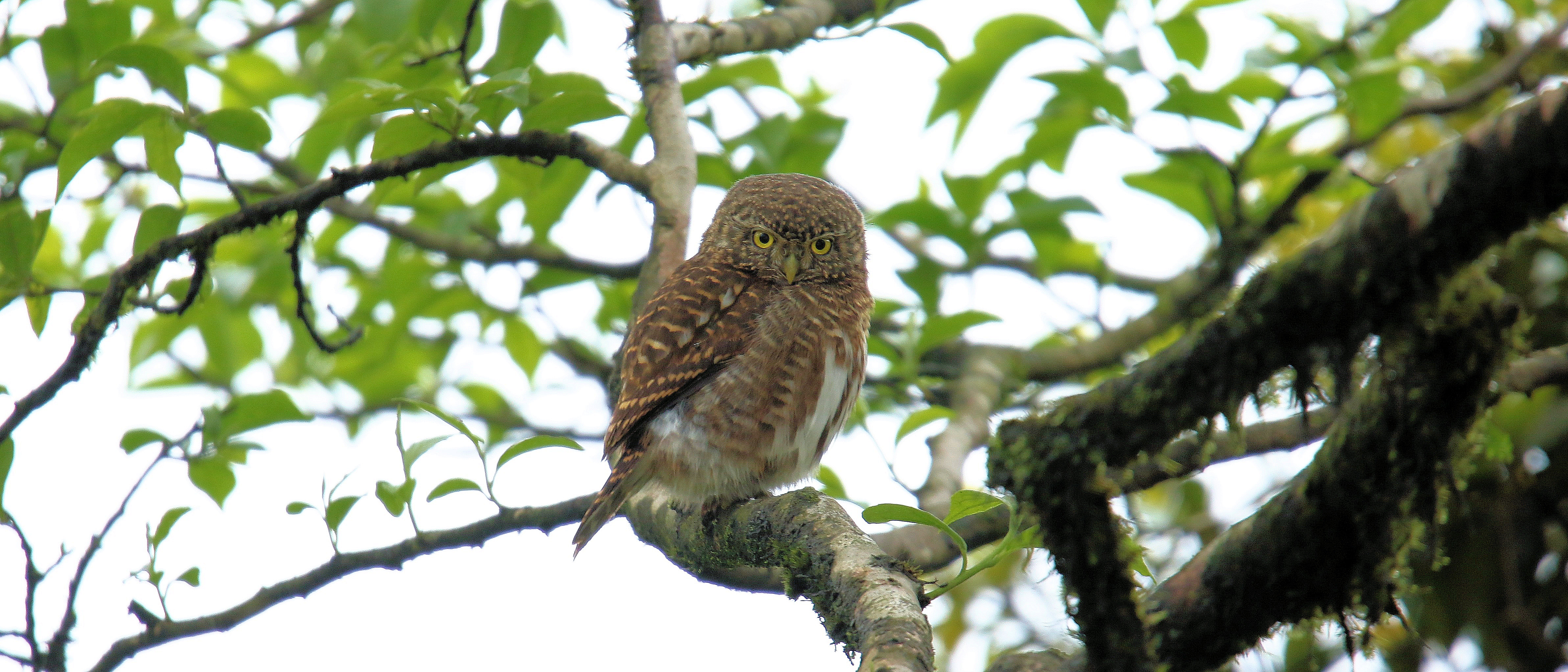
Collared owlet

領鵂鶹的分佈範圍非常廣泛，從北部巴基斯坦的喜馬拉雅山脈一直延伸到東部的中國和台灣。它的分佈範圍向南延伸至馬來西亞。 此鳥類可以在以下國家找到：不丹、汶萊、柬埔寨、中國、印度、老撾、馬來西亞、緬甸、尼泊爾、巴基斯坦、台灣、泰國和越南。

### 棲地
它們偏好的棲地包括常綠森林、森林邊緣、混合落葉-常綠林地，伴隨著橡樹、杜鵑花和杉樹，以及有灌木叢的開放林地。 它們可以在亞山地和山地棲地找到，海拔範圍在1350至2750米之間，但也曾在海拔低至700米的農田附近看到過。
  

屬於領鵂鶹屬（Taenioptynx）的物種是次生洞巢鳥。這種小型鴞類不會自己築巢，而是利用啄木鳥或斑頭綠擬啄木所挖的樹洞或天然樹洞來築巢。

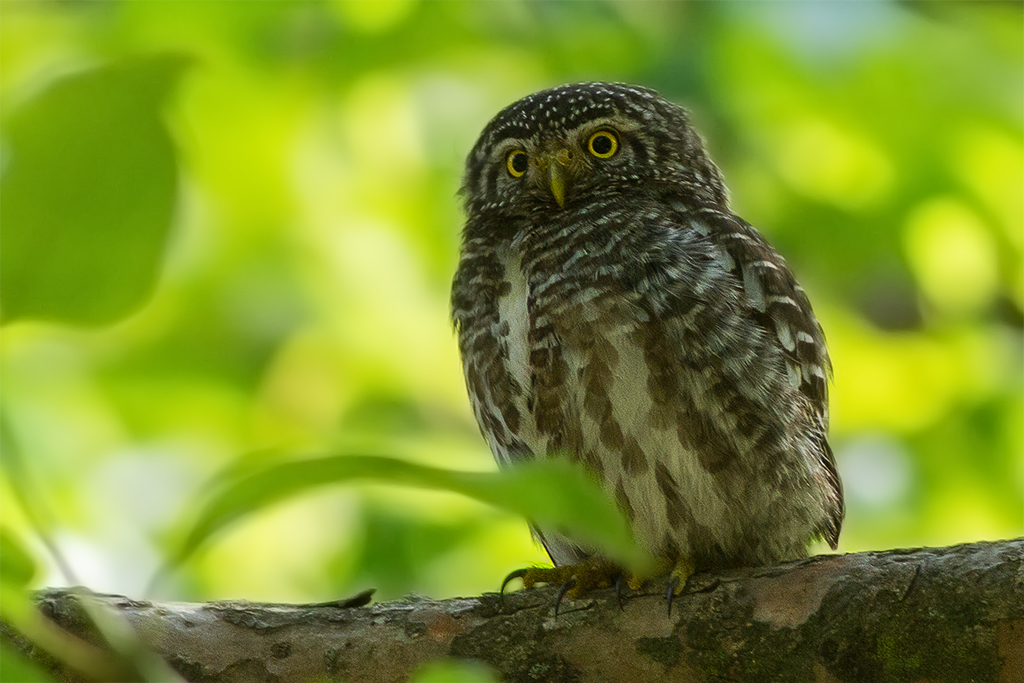
Collared Owlet

## 行為與生態
領鵂鶹在白天最為活躍。作為日行性鳥類，這種鳥大部分時間可以看到牠們在棲息、狩獵和鳴聲，有時甚至在夜間活動。 它們在棲息時常被其他小型鳥類集群攻擊。

### 繁殖
雖然對於領鵂鶹的繁殖方式了解不多，但據信配對的領鵂鶹只在季節性繁殖期間，也就是從三月到四月，才會在一起。
如前所述，它們在天然樹洞或由啄木鳥或擬啄木鳥挖出的洞穴中築巢，這些洞穴通常非常腐爛，位於森林開闊地區的高樹幹中。 巢卵數量在3至5顆之間，卵呈圓形且為白色。 卵在四月下旬至六月中旬之間產下，幼鳥在六月中旬至八月初之間離巢。

### 食物與覓食
雖然對於領鵂鶹的確切飲食進行的研究不多，但我們可以推測它的飲食與其最近親叢林鴞相似。叢林鴞以小型哺乳動物為食，如家鼠、印度小田鼠、棕色刺鼠和小臭鼩；爬行動物如石龍子；鳥類；兩棲動物以及許多無脊椎動物。 因此，領鵂鶹的食物主要包括小型鳥類、昆蟲、蜥蜴、無脊椎動物和小型哺乳動物。 雖然它體型小，但這種猛禽極其兇猛，曾見牠捕獲與自己體型相當的獵物。一旦捕獲獵物，它會用爪子將獵物帶到棲木上，用喙向上撕開。

## 狀態
雖然領鵂鶹在IUCN紅色名錄中被列為無危物種， 它的主要威脅是棲地的喪失。在一項研究中，檢查了棲地碎片化對亞洲夜行性鳥類的影響，發現領鵂鶹從未出現在面積小於100公頃的森林碎片中。 作者得出結論，諸如森林砍伐等人為壓力可以影響到像領鵂鶹這樣的小型物種。

## 扩展阅读
- 維基物種上的相關：領鵂鶹

## 外部連結
- eBird Collared Owlet Range Map （页面存档备份，存于）
- Xeno-canto Collared Owlet Range Map and Sounds （页面存档备份，存于）
- Collared Owlet Video （页面存档备份，存于）
- Colour Morphs of Collared Owlets （页面存档备份，存于） - Figure 3. An example of the sequential change of colour morph with age in the Collared Pygmy Owl (number 26) . Photos taken at the age of (A) day 56; (B) day 165; (C) day 394; and (D) day 720 after hatching.